# Weinert-Wilton-Filme
Die Weinert-Wilton-Filme sind eine Reihe deutscher Kriminalfilme, die zwischen 1962 und 1964 in die Kinos kamen.

## Hintergrund
Der anhaltende Erfolg der Edgar-Wallace-Filme führte dazu, dass Gerhard F. Hummel, der Produktionsleiter des Constantin-Filmverleihs, nach weiteren verfilmbaren Stoffen Ausschau hielt, die ähnliche Gewinnaussichten versprachen. Fündig wurde er bei den Kriminalromanen des böhmischen Schriftstellers Louis Weinert-Wilton, der in seinen Werken der zwanziger und dreißiger Jahre selbst den Stil von Edgar Wallace nachzuahmen pflegte.
Für die Verfilmungen griff man auf verschiedene Produzenten zurück, die die Filme zumeist mit ausländischer Beteiligung herstellten. Während der spanische Produzent Alfons Carcasona Der Teppich des Grauens und Das Geheimnis der schwarzen Witwe in Madrid drehte, wählte Wolf C. Hartwig Prag als Drehort für Das Geheimnis der chinesischen Nelke aus. Mit Die weisse Spinne entstand unter der Gesamtleitung von Gero Wecker der einzige rein bundesdeutsche Beitrag der Reihe. Die Constantin-Film konnte zudem populäre Schauspieler aus den Edgar-Wallace-Filmen wie Joachim Fuchsberger, Karin Dor, Werner Peters, Eddi Arent oder Klaus Kinski verpflichten.
Gerhard F. Hummel legte die Starttermine der Edgar-Wallace- sowie der Weinert-Wilton-Filme fest, sodass sich Constantin-Film mit den beiden Filmreihen nicht selbst Konkurrenz machte. Die ersten beiden Louis-Weinert-Wilton-Filme wurden mit dem Schriftzug „Wer Edgar Wallace liebt, wird auch von Weinert-Wilton begeistert sein!“ beworben.

## Kinofilme
| Nr. | Logo | Titel                                | Jahr |
| --- | ---- | ------------------------------------ | ---- |
| 1   |      | Der Teppich des Grauens              | 1962 |
| 2   |      | Die weisse Spinne                    | 1963 |
| 3   |      | Das Geheimnis der schwarzen Witwe    | 1963 |
| 4   |      | Das Geheimnis der chinesischen Nelke | 1964 |